# Там, де лежать сплячі пси
«Там, де лежать сплячі пси» («Where Sleeping Dogs Lie») — американський кінотрилер 1991 року, знятий режисером Чарльзом Фінчем, з Шерон Стоун і Діланом Макдермоттом у головних ролях.

## Сюжет
Головний герой фільму після аварії професійної кар'єри маклера знімає занедбаний будинок та присвячує себе письменницькій праці. Оскільки доходи від нового заняття не обіцяють бути надто великими, він погоджується на пропозицію якогось дивного типу оселитися разом із ним. Як і слід було очікувати, неприємний та таємничий сусід — маніяк-вбивця.

## У ролях
- Ділан Макдермотт — Брюс Сіммонс
- Том Сайзмор — Едді Хейл
- Шерон Стоун — Серена Блек
- Чарльз Фінч — Еван Бест
- Рон Карабатсос — Стен Ред
- Мері Воронов — туристка
- Девід К'ю Комбс — турист
- Ванна Бонта — секретар Серени
- Елізабет Віткрафт — секретар Серени
- Шон Роу — роль другого плану
- Річард Завалья — Кліфтон, детектив
- Джилліен Маквіртер — Дол Вітні
- Бретт Каллен — Джон Вітні
- Даніца Кінгслі — епізод
- Стівен Полк — Дональд
- Грег Роббінс — детектив

## Знімальна група
- Режисер — Чарльз Фінч
- Сценаристи — Чарльз Фінч, Іоланда Тернер
- Оператор — Майлз Кук
- Композитори — Марк Манчіна, Ханс Зіммер
- Художник — Єва Коулі
- Продюсери — Маріо Сотела, Чарльз Фінч, Пол Мейсон